# Pierre Haarhoff
Jean-Pierre Haarhoff (ur. 9 lutego 1932 w Haguenau, zm. 11 czerwca 2024) – francuski lekkoatleta, sprinter, mistrz Europy z 1954.
Specjalizował się w biegu na 400 metrów. Zdobył złoty medal w sztafecie 4 × 400 metrów na mistrzostwach Europy w 1954 w Bernie. Sztafeta francuska biegła w składzie: Haarhoff, Jacques Degats, Jean-Paul Martin du Gard i Jean-Pierre Goudeau. Na igrzyskach olimpijskich w 1956 w Melbourne odpadł w ćwierćfinale biegu na 400 metrów i w eliminacjach sztafety 4 × 400 metrów (Francuzi biegli w składzie: Degats, Martin du Gard, Goudeau i Haarhoff).
Zwyciężył w sztafecie 4 × 400 metrów na igrzyskach śródziemnomorskich w 1955 w Barcelonie, a w biegu na 400 metrów zajął 2. miejsce (za Degatsem).
Był mistrzem Francji w biegu na 400 metrów w 1956 i 1960 oraz wicemistrzem w 1955.
Wyrównał rekord Francji w biegu na 400 metrów czasem 47,3 s (23 września 1956 w Paryżu).  Ustanowił rekord Francji w sztafecie 4 × 400 metrów wynikiem 3:08,7 (29 sierpnia 1954 w Bernie).